# Famille Bonnin de La Bonninière de Beaumont
Pour les articles homonymes, voir Bonnin, Famille de Beaumont et Beaumont.
La famille Bonnin de La Bonninière de Beaumont est une famille noble française, d'ancienne extraction, originaire de Touraine. Ses membres se sont distingués dans les armées, au Parlement, au conseil général d’Indre-et-Loire, à l’Institut de France, dans la diplomatie, etc.
55 membres de cette famille sont décorés de la Légion d'honneur. Elle compte en 1806 parmi les familles les plus riches de France. Alliée aux Lecointre, autre famille de banquiers influents , elle est aujourd’hui propriétaire de plusieurs grands groupes internationaux.  
La famille Bonnin de la Bonninière de Beaumont s’est également investie dans le monde des affaires aux XIXe et XXe siècles en tant que propriétaires et dirigeants, notamment de l’enclos des cinq grands crus classés de Bordeaux  par la  Bordelaise Africaine SA.,  et du groupe Rivaud, et de l’île pétrolière Focol Bahamas . 

## Histoire
Cette famille a produit plusieurs chevaliers de l'ordre de Saint-Jean de Jérusalem et de Malte, de Saint-Louis et de différents ordres étrangers ; des généraux, un contre-amiral, un ambassadeur à Londres et à Vienne, un ministre plénipotentiaire, plusieurs colonels et officiers supérieurs, des premiers pages du roi et de la reine, un chevalier d'honneur de l'impératrice Joséphine, et des représentants de la noblesse aux états généraux. Plusieurs de ses membres ont été tués à l'ennemi ou grièvement blessés au service de la France.[réf. nécessaire]
La filiation est suivie depuis 1450. Louis Nicolas Hyacinthe Chérin, chargé d'examiner les titres de cette famille pour les honneurs de la Cour, indique dans son rapport que le premier membre connu est Jean Bonin, écuyer, qui en 1390 paya le rachat de la métairie de Villeficler, apportée en dot par son épouse, veuve de maître Martin du Frezon.
Pierre Bonin, seigneur des Chastelliers, paraît pour la première fois avec le nom de La Bonninière dans le contrat de mariage du 18 octobre 1494 de son fils Guérin. Sa descendance ne fut connue pendant plusieurs générations que sous ce nom de La Bonninière et ne reprit qu'au XVIIIe siècle le nom primitif de Bonin. Il ajoute que l'on trouve noble homme Guillaume Bonin, seigneur des Grands-Chastelliers, mort avant le 30 décembre 1445, « date du prétendu partage de ses biens », mentionné en 1397, 1403, 1445 et 1446, mais que la nature des actes de 1403 et 1446 (copie, date viciée) et le "caractère de la supposition" (couleur du parchemin, écriture, orthographe insolite) jugé par Bernard Chérin pour l'acte de partage de 1445 (qui le dit père de Pierre et de Philippe) ne lui fait pas remonter la filiation prouvée par titres originaux au delà de Pierre Bonin, aussi surnommé de la Bonninière, écuyer, seigneur des Chastelliers, qualifié noble homme et puissant seigneur, mentionné à partir de 1450 et mort avant 1525, et qui avait épousé en 1456 Catherine de Bruyand. 	Chaix d'Est-Ange écrit également que cette famille « est connue depuis 1390 et prouve invinciblement sa filiation par titres originaux depuis 1450 et, par un acte qui a tous les caractères de la supposition depuis 1397. Ses alliances sont nobles, mais de noms peu connus, et elle n'a aucun services militaires à l'exception de M. le comte de La Bonninière et de M. son père. ».
La famille Bonnin de La Bonninière de Beaumont a été maintenue dans sa noblesse le 3 mars 1669 par jugement de Voisin de la Noiraye, intendant de Tours, sur une filiation prouvée depuis 1494. Elle a été reçue aux honneurs de la Cour le 5 février et 27 juin 1786.
Selon Gustave Chaix d'Est-Ange : "La maison Bonin de la Bonniniêre est une des plus distinguées de l'ancienne noblesse de la Touraine. Il résulte d'un titre de la collection Courtois qu'Hugues Bonin, Guillaume de Boussay et Raoul du Pont, seigneurs tourangeaux, ayant suivi Philippe-Auguste à la croisade, empruntèrent en 1191 à des marchands de Pise une somme de cent marcs d'argent sous la garantie du chevalier de Sainte-Maure. En vertu de ce titre le nom d'Hugues Bonin a été inscrit aux Salles des Croisades du musée de Versailles avec les armes de la famille Bonin de la Bonninière de Beaumont. On trouve qu'en 1348 Hugues Bonin ou Bonnin, chevalier, châtelain de Beaugency, fit en cette qualité acte de foi et hommage aux comtes de Namur, de Blois et de Vendôme." La collection Courtois est depuis devenue célèbre pour avoir été l'une des entreprises de fabrication de faux titres généalogiques les plus importantes du XIXe siècle
Plusieurs branches de la famille Bonnin de La Bonninière de Beaumont ont été admises à l'Association des anciens honneurs héréditaires.

### Branche ainée
Claude Bonnin de La Bonninière, seigneur des Chastelliers, né en 1708 au château de Beaumont-la-Ronce, admis en 1725 parmi les pages de la Grande Écurie du roi Louis XV, marié le 3 mai 1736 avec Anne-Elisabeth Quantin, obtint par lettres patentes d'août 1757 la réunion de ses seigneuries de Beaumont-la-Ronce, des Chastelliers, de Beauvais, etc. et leur érection en marquisat sous le nom de Beaumont.

### Branches puinées
Il existe cinq branches puinées :
- la branche Beaumont-Davout, fondée par Marc-Antoine Bonnin de la Bonninière de Beaumont ;
- la branche Beaumont-Destiennot de Vassy-sous-Pisy, fondée par Charles Bonnin de La Bonninière de Beaumont ;
- la branche Beaumont-La Baraudière ;
- la branche Beaumont-Créqui ;
- la branche Beaumont-La Godelinière.

## Généalogie simplifiée
Jean Baptiste Claude Bonnin de La Bonninière, né le 5 août 1708 à Beaumont-la-Ronce, décédé le 7 avril 1788 à Tours à l’âge de 79 ans. Seigneur des Châteliers et de Beaumont-la-Ronce. Page à la grande écurie, lieutenant au régiment du roi-infanterie en 1731, cornette au régiment de Bellefont-cavalerie en 1748, blessé à la bataille de Parme, il obtint l'érection de ses terres de Beaumont-la-Ronce et des Châteliers en marquisat de Beaumont par lettres patentes du roi Louis XV en août 1757. Marié le 7 mai 1736 à St-Venant, avec Anne Françoise Élisabeth Quantin, fille d'un trésorier de France. D'où :
- Anne Charles Claude Bonnin de La Bonninière de Beaumont, 2e marquis de Beaumont, comte de l'Empire (sur institution d'un majorat par lettres patentes du 25 novembre 1813), fut un des deux membres de l'ordre de la noblesse dans l'assemblée provinciale de la Touraine nommés par lettres de Louis XVI du 20 juillet 1787[7], ancien officier au régiment du roi, commissaire de la noblesse au bailliage de Touraine en 1789, conseiller général d'Indre et Loire, président du canton de Neury. Pendant la Révolution, Anne Claude n’émigra pas, contrairement à ses enfants, mais il quitta son château de Beaumont-la-Ronce pour aller habiter son château de la Gidonnière, à Lhomme, dans la Sarthe, dans un pays plus paisible. Durant la période la plus dangereuse, il se cacha dans une cave à Moulinas près de Rezé. Le château de Beaumont fut un jour envahi par les « bleus », ceux-ci décrochèrent tous les portraits, en découpèrent les têtes avec leurs sabres et firent brûler celles-ci sur la place du village. En 1811, Anne-Claude de Beaumont figure le 4e sur la liste des 600 contribuables les plus imposés de Touraine. Il a épousé Marguerite Le Pellerin de Gauville, dont il eut 13 enfants qui élevèrent une colonne en pierre encore visible en 1907 au milieu du bois du Chalonge, à proximité du parc du château de Beaumont constituée d’un faisceau de treize lances serrées par un ruban sur lequel on lisait ce vers : « Toute puissance est faible à moins que d’être unie »[8]. D'où :
  - André Bonnin de La Bonninière de Beaumont, 3e marquis de Beaumont, né le 7 octobre 1761, décédé le 5 mai 1838, à l’âge de 76 ans. Page de la reine en 1776, officier supérieur de gendarmerie en 1787, chambellan de l'Impératrice Joséphine, baron de l'Empire, membre du Conseil général de la Sarthe en 1814, marié à Antoinette Hue de Miromesnil, dont :
    - Théodore-Léon Bonnin de La Bonninière de Beaumont, 4e marquis de Beaumont, né en 1791, décédé le 26 mars 1865 à Tours, à l’âge de 74 ans, officier de cavalerie, chevalier de la Légion d'honneur. Marié le 1er août 1820 à Paris VIIIe, avec Cécile Adélaïde Charlotte Élisabeth Orillard de Villemanzy, fille du comte Jacques-Pierre Orillard de Villemanzy, pair de France, lieutenant général, intendant général et commissaire des armées, grand-croix de la Légion d'honneur. Le nom de Villemanzy ainsi que le titre de pair de France seront transmis à son gendre le marquis de Beaumont.
      - André Léopold Jacques Bonnin de La Bonninière de Beaumont, 5e marquis de Beaumont, né le 19 septembre 1821, décédé en 1904, à l’âge de 83 ans. Marié le 17 septembre 1849 avec Louise Marie Eulalie Gallet de Montdragon, fille du marquis de Montdragon.
        - René Bonnin de La Bonninière de Beaumont, 6e marquis de Beaumont, né le 6 mars 1854 à Beaumont-la-Ronce, décédé en 1940, inhumé à Moëlan-sur-Mer, commune dont il fut maire entre 1883 et 1902 et entre 1904 et 1906. Habitait le château de Plaçamen à Moëlan-sur-Mer. Membre de l'Action française[9]. Engagé volontaire en 1914. Marié avec Marie Chrestien de Tréveneuc.
        - Pierre Marie, 7eme Marquis de Beaumont, militaire de réserve durant la seconde Guerre mondiale . Auteur de plusieurs livres notamment sur la France , l’Europe, l’Histoire et la résistance française . Conseiller d’Indre et Loire et maire de Beaumont la Ronce durant plusieurs décennies . Ancien maître d’équipage (chasse à courre) du Rallie Touraine. Sous directeur de la DGSE.

Marié à mademoiselle Gairal . De cette union : 3 filles . 
- -     -       -         -           - Guy Bonnin de La Bonninière de Beaumont, né le 27 mai 1889 à Paris, fils de René Bonnin de la Bonninière de Beaumont, lieutenant au 18e régiment de dragons, décédé le 25 novembre 1914 à l'hôpital auxiliaire no 23 à Alençon (Orne) des suites de ses blessures reçues le 10 octobre 1914 à Foncquevillers (Pas-de-Calais)[9] fut décoré à titre posthume de la Légion d'honneur et de la croix de guerre.

        - Jean Bonnin de La Bonninière de Beaumont, né le 12 juillet 1855 à  Beaumont-la-Ronce, décédé le 12 janvier 1915 à Tours, à l’âge de 59 ans, Saint-Cyr promotion "La Grande Promotion", chef d'escadron de cavalerie, chevalier de la Légion d'honneur. Marié en 1892 avec Charlotte Lefebvre de Laboulaye, fille de l'ambassadeur Paul Lefebvre de Laboulaye, grand-officier de la Légion d'honneur.
        - Philippe Bonnin de La Bonninière de Beaumont, né à Beaumont la Ronce le 9 février 1857, mort en 1906, marié à Paris en 1887 avec Jeanne Pommeret des Varennes (1866-1958) ;
        - Pierre-Marie-Henri Bonnin de La Bonninière de Beaumont, né le 7 décembre 1862 à Beaumont-la-Ronce, décédé en 1917, à l’âge de 55 ans. Élève au 4e chasseurs, maréchal des Logis (30.12.1885), sous-lieutenant (7.03.1889) au 7e chasseurs, lieutenant (1er.12.1891) et lieutenant porte-étendard (11.12.1817). À partir du 12.07.1899, il entre au 20e chasseurs, nommé capitaine (1904), il termine sa carrière comme capitaine d'habillement (1904). Chevalier de la Légion d'honneur (1908). Marié le 6 juillet 1896 à Paris, avec Marie de Goulaine, fille du "marquis" de Goulaine.
          - Pierre-Marie-Henri Bonnin de La Bonninière de Beaumont, 7e marquis de Beaumont, né en 1899 à Vendôme, décédé en 1969 à Beaumont-la-Ronce, à l’âge de 70 ans. Lieutenant-colonel de cavalerie, chevalier de la Légion d'honneur, Croix de guerre 39/45. Marié en 1926 à Paris avec Jeanne de Broglie.

  - Marc-Antoine Bonnin de la Bonninière de Beaumont (1763-1830), premier page du roi Louis XVI en 1783. Général de division, pair de France, sénateur, grand-croix de la Légion d'honneur, Chevalier de Saint-Louis. Marié le 10 juillet 1801 avec Julie d'Avout, sœur du maréchal Davout, duc d'Auerstaedt.
    - Louis-Napoléon Bonnin de La Bonninière de Beaumont, né le 22 mars 1808 à Paris et décédé le 27 septembre 1877 à Marly-le-Roi. Pair héreditaire en 1833. Marié à Adélaïde Geneviève Dupuytren, fille du baron Guillaume Dupuytren, anatomiste, chirurgien militaire français, officier de la Légion d'honneur.
      - Louis-Robert Bonnin de La Bonninière de Beaumont, né le 6 avril 1833 à Paris, décédé le 3 août 1895 à Coppet, Canton de Vaud (Suisse), à l’âge de 62 ans. Saint-Cyr promotion "de Kabylie". Il entre aux carabiniers de la garde impériale avec le grade de capitaine (1866) puis passe au régiment de dragons de S.M. l'Impératrice et est nommé par la suite chef d'escadron (1870). Prisonnier en Allemagne (1870 à 1871). Lieutenant-colonel au 24e régiment de dragons (1879), colonel du 4e régiment de chasseurs (18.01.1879), général de brigade de la 4e brigade de chasseurs-cavalerie (1886). Entre ensuite à la 1re brigade de cuirassiers (13.07.1888). Officier de la Légion d'honneur (1888), grand-croix de l'Ordre de François-Joseph d'Autriche, commandeur de l'ordre royal de Danebrog-Danemark, commandeur de Charles III d'Espagne. Marié avec Jeanne-Élisabeth-Marie de La Croix de Castries.
        - Marc Bonnin de La Bonninière de Beaumont, né le 18 avril 1869 à Paris, décédé en 1931. Administrateur de sociétés, principal fondateur du Cercle Interallié. Marié à Juliette de Trédern.
          - Jean Bonnin de La Bonninière de Beaumont, né le 13 janvier 1904 à Paris, décédé le 12 juin 2002 à Paris, à l’âge de 98 ans. Journaliste (1934-36), député de la Cochinchine (1936-44), président-directeur général de Sennah Rubber Company Ltd (1947), de la société financière des caoutchoucs, du groupe de constructions navales (1975), président (1957-70) puis président d'honneur de la compagnie du Cambodge, associé (1960) puis président d'honneur (1975) de la banque Rivaud, président puis président d'honneur des plantations de terres rouges, de la Société de culture bananière et de la forestière équatoriale du Cameroun, vice-président de la compagnie des caoutchoucs de Padang, de la société industrielle et financière de l'Artois, de la société africaine, forestière et agricole, administrateur de la Société africaine forestière et agricole, président du Cercle de l'Union interalliée (1975-1999), a épousé Paule de Rivaud de La Raffinière, dont :
            - Jacqueline Bonnin de La Bonninière de Beaumont, née à Paris en 1929, styliste, mécène, surnommée « la dernière reine de Paris », a épousé en 1948 Édouard de Ribes, Président  de la Banque Rivaud, au Conseil d’Administration de Safran, Vice Président Bollore SE,  deux enfants, Elisabeth et Jean.
            - Monique Bonnin de La Bonninière de Beaumont, née en 1931, décédée en 2021.
            - Marc Bonnin de La Bonninière de Beaumont, né en 1934, décédé en 2001.

  - Charles Bonnin de La Bonninière de Beaumont, né le 6 juin 1768 à Beaumont-la-Ronce, décédé le 9 mars 1836 au château de la Motte Sonzay, à l’âge de 67 ans. Reçu de minorité au grand-prieuré d’Aquitaine, ordre de Saint Jean de Jérusalem (Malte) en 1782 et au Grand-prieuré de France en 1786. Il fut autorisé à en porter la croix d’or le 9 décembre 1814. Premier page de la reine Marie-Antoinette en 1785. La Reine ayant tellement pris Charles d’affection qu’elle le tutoyait, chose extrêmement rare à Versailles. Pendant l’émigration il fait la campagne de 1792 à l’armée des Princes avec les officiers du régiment de la Reine au Portugal, dont il fut colonel d’armée. Il fit ensuite camp à Londres. Colonel, chef d'état major de la place de Paris en 1817 et commandant supérieur de l’Ecole Militaire à Paris en 1826. Membre du conseil général d’Indre et Loire de 1811 à 1830 et député français de 1813 à 1816 siégeant dans la chambre introuvable. Nommé chevalier de l’ordre royal et militaire de Saint-Louis en 1814 et commandeur de la Légion d'honneur en 1821. Marié le 3 novembre 1806 avec Adèle Estiennot de Vassy, dont :
    - Alfred Bonnin de La Bonninière de Beaumont, né au château de la Motte à Sonzay. Premier page de Charles X. Conseiller général d’Indre-et-Loire. Marié avec Mlle de Champchevrier, dont :
      - René Bonnin de La Bonninière de Beaumont, né au château de la Motte à Sonzay en 1835 et décédé au château de Persac. Chevalier de la légion d’honneur, chef de bataillon. Marié avec Marguerite de la Besge, fille d’Émile de la Besge, dont :
        - Pierre Bonnin de La Bonninière de Beaumont (1875-1944, château de la Brulonnière à Persac), marié à Alice Thérèse Lecointre (1880-1972), dont :
          - René Bonnin de la Bonninière de Beaumont, né à Persac en 1902 et décédé à Brive-la-Gaillarde en 1990, marié en 1928 (château de la Bonde à La Motte-d'Aigues) à Marie-Gabrielle Fagniez (1909-1999). 13 enfants.
          - Guy Bonnin de La Bonninière de Beaumont, né à Persac en 1908 et blessé à Saumur en 1942 et encore à Persac en juillet 1992 et mort à Poitiers en août 1992 à l’âge de 84 ans, élève à l’école de cavalerie de Saumur, chevalier de la Légion d'honneur, croix de guerre 39-45, médaille des évadés, officier du Mérite, résistant français (Forces Françaises Combattantes - Services spéciaux de La Défense Nationale : Service de renseignements Terre puis Service de renseignements clandestin Kleber réseau Flore Venus). Après la Seconde Guerre Mondiale en 1962 il reprit les activités familiales notamment les Assurances AXA AGF et aussi de Président du conseil d’administration avec son actionnariat majoritaire  de SIBF S.A, plus importante foncière de France,  sis au 55 Avenue Georges V, Paris et de Plantations des Terres Rouges , sis Nouvelle Aquitaine .
          - marié en premières noces le 21 avril 1932 à Nicole Ponsignon, née à Reims en 1911, décédée à Sixt-sur-Aff en 1998, dont :
            - Emeric Bonnin de la Bonninière de Beaumont, né en 1935, décédé en 2005
            - Philippe Bonnin de la Bonninière de Beaumont né en 1938, décédé en 1970.

          - divorcé en 1945. Marié en secondes noces à Béatrix Lourdel-Henaut, née à Toulouse en 1916, décédée à Poitiers en 2006, à l’âge de 90 ans, dont , détentrice de Coolglade (l’oreal , Nespresso, findus, Nestle , Disney etc.) :
            - Brice Bonnin de la Bonninière de Beaumont, né à Neuilly-sur-Seine en 1957
            - Isabelle Bonnin de la Bonninière de Beaumont, née à Neuilly-sur-Seine en 1960, mariée et divorcée en 1996, un fils, Arthur de Lacotte .

- - Jules Bonnin de La Bonninière de Beaumont (1775-1851) a épousé Rose Préau de La Baraudière, dont :
    -       - Gustave Bonnin de La Bonninière de Beaumont, député, ambassadeur de France et écrivain français né à Beaumont-la-Chartre (Sarthe) le 6 février 1802 et mort à Tours (Indre-et-Loire) le 30 mars 1866. Il était membre de l'Académie des sciences morales et politiques. Il épousa Clémentine du Motier de Lafayette, petite-fille du Gilbert du Motier de La Fayette. Parmi ses descendants Yvonne de la Poix de Fréminville (1892-1992) née de Guérrif de Launay. Sa mère Madeleine de la Bonnière de Beaumont (1860-1944) était l'arrière petite fille de Jules Bonnin de la Bonninière de Beaumont frère de Gustave mentionné ci-dessous.

  - Eugène Bonnin de La Bonninière de Beaumont, né le 20 septembre 1778 à  Beaumont-la-Ronce, ancien officier dans l'armée royale de l'ouest, chevalier de la Légion d'honneur. Marié en 1799 avec Adélaïde Renée Louise Le Jeune de Domerai.
  - Armand Bonnin de La Bonninière de Beaumont, né en 1782, décédé en 1859, à l’âge de 77 ans. Sous-préfet de Vendôme, chevalier de la Légion d'honneur. Marié le 5 septembre 1804 avec Catherine Céleste Lemoine de La Godelinière.
    - Louis Stanislas Xavier Bonnin de la Bonninière de Beaumont, né le 5 septembre 1814 à Notre-Dame-d'Oé, décédé le 24 juin 1859 à Solférino (Italie) pendant la campagne d'Italie, à l'âge de 44 ans. Lieutenant-colonel de cavalerie, officier de la Légion d'honneur. Marié avec Mathilde de Bourcet.

  - Léopold Bonnin de La Bonninière de Beaumont, né le 18 mai 1791, décédé en 1812, à l’âge de 21 ans. Page de Napoléon, officier au 3e hussard, mort durant la campagne de Russie en 1812, sans alliance.

### Nom rattachés
- Georges Marie Bonnin de La Bonninière de Beaumont (1872-1934), évêque de Saint-Denis de La Réunion du 26 décembre 1919 au 23 juillet 1934.
- Jean-Olivier Bonnin de la Bonninière de Beaumont (1840-1904), vice-amiral, préfet maritime.
- Jules François Christian Bonnin de La Bonninière de Beaumont, ancien officier des haras, maire de Bellou-sur-Huisne, conseiller général de l'Orne (1886-1898).

## Galerie

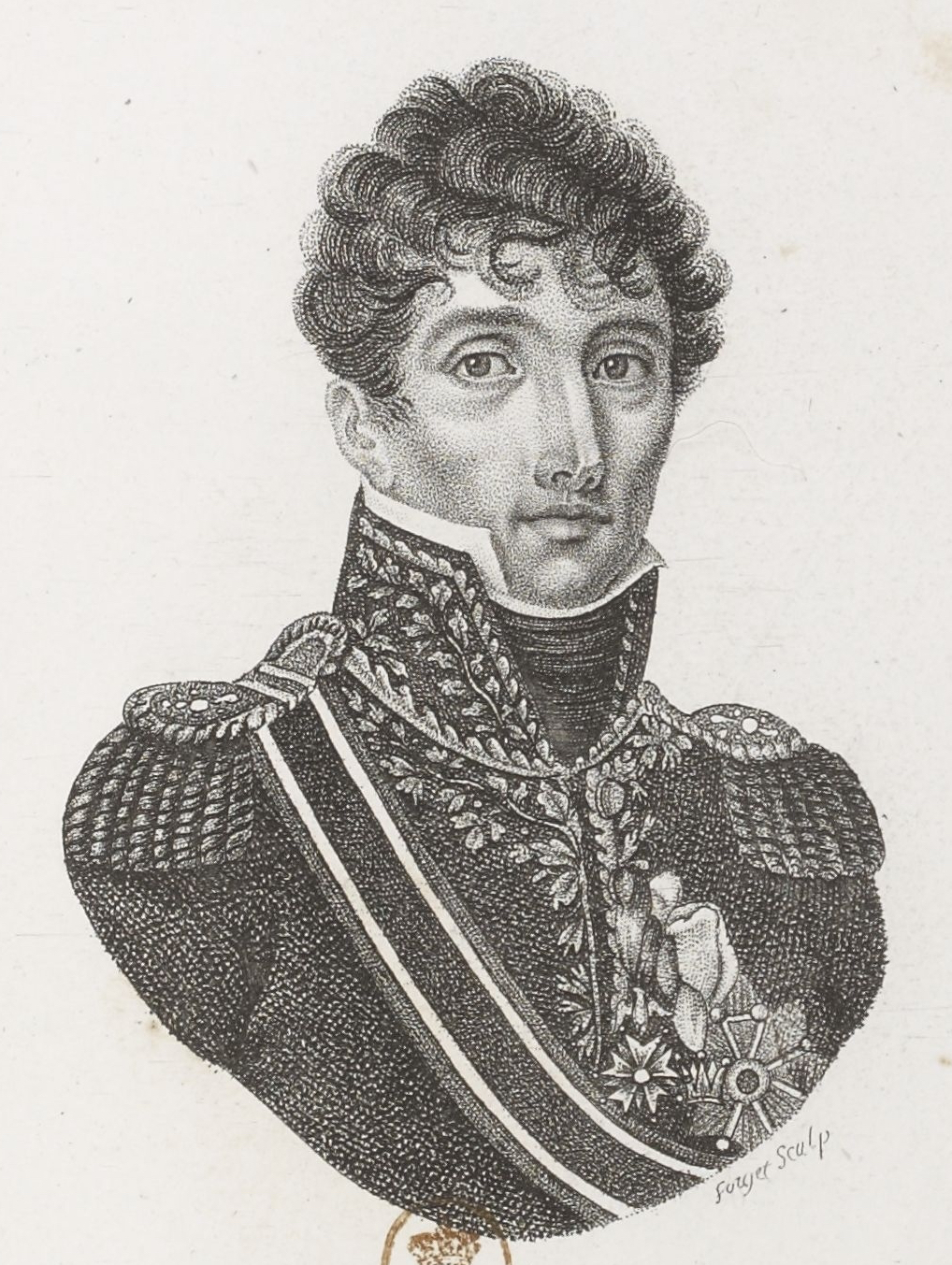
Marc-Antoine de Beaumont
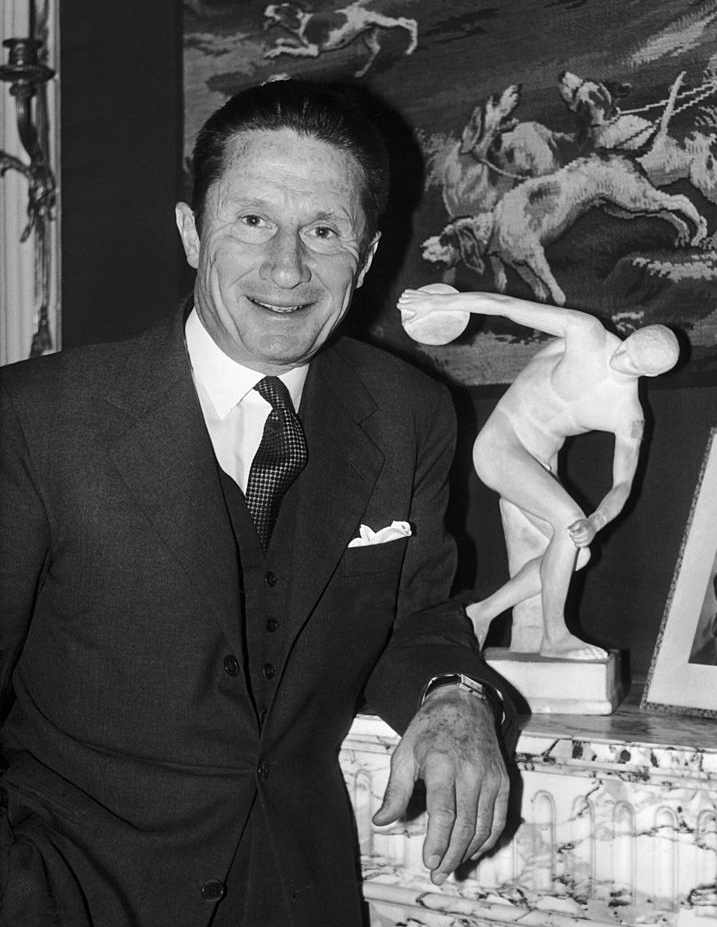
Jean de Beaumont
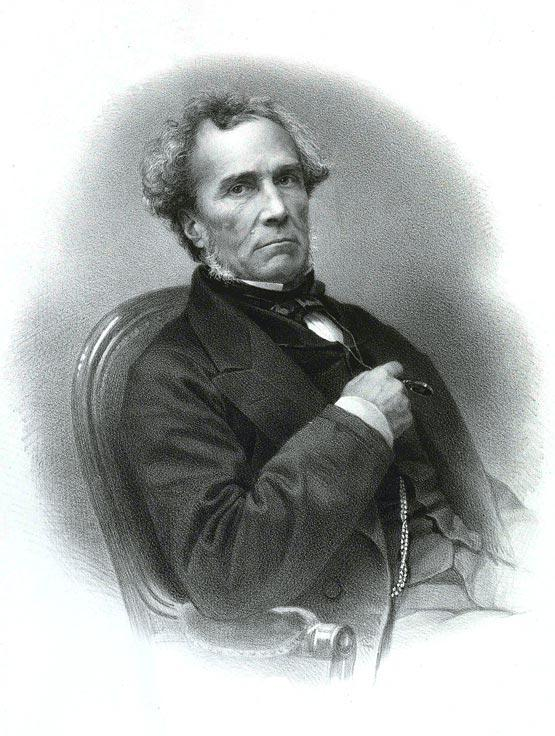
Gustave de Beaumont
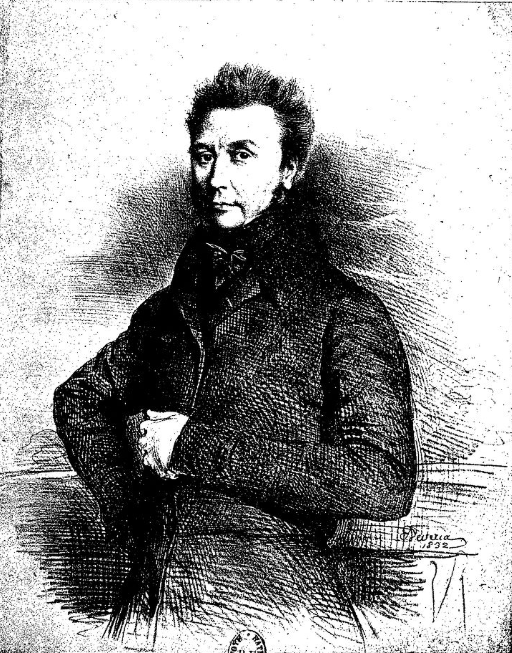
Eugène de la Bonninière de Beaumont
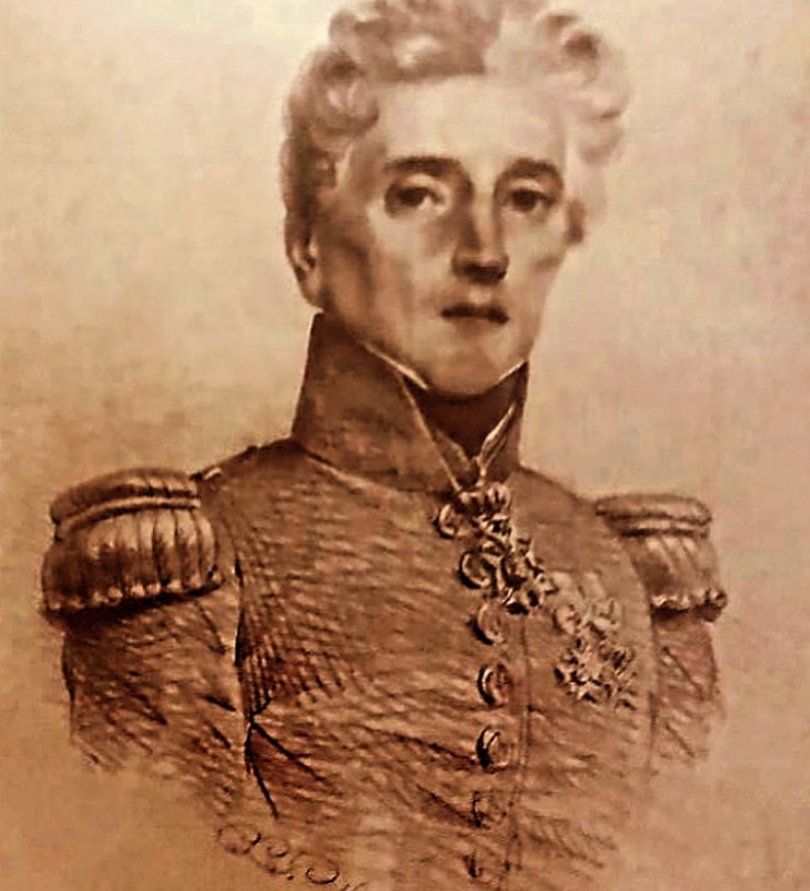
CharlesGuy de Beaumont (1908-1992)

## Possessions
- Château de Beaumont-la-Ronce
- Château de la Motte-Sonzay
- Château Latour
- Château de Selincourt
- Château de Plaçamen
- Hôtel de Masseran
- Hôtel de La Fare, 14 Place Vendôme, à Paris
- Hôtel de Castries, 72 Rue de Varenne

## Titres
- Marquis de Beaumont-la-Ronce, en Touraine, par lettres patentes de 1757 en faveur de Claude Bonnin de La Bonninière, né en 1708[10] ;
- Comte de l'Empire (1813) en faveur d'Anne Claude Bonnin de La Bonninière de Beaumont (fils du précédent)[11] ;
- Baron de l'Empire (1811) en faveur d'André Bonnin de La Bonninière de Beaumont (fils du précédent)[11] ;
- Comte de l'Empire (1808), pair de France à vie (1814) confirmé héréditaire (1815) et comte-pair héréditaire (1817) confirmé en 1818 en faveur de Marc-Antoine Bonnin de La Bonninière de Beaumont, frère du précédent[11] ;
- Comte-pair héréditaire (1823) en faveur de Théodore Bonnin de La Bonninière de Beaumont (fils d'André, ci-dessus), par substitution de son beau-père[11] ;
- Pair de France (1833) en faveur de Louis-Napoléon Bonnin de La Bonninière de Beaumont (fils de Marc-Antoine, ci-dessus)[11].

## Armes et devise
- Armes : D'argent, à une fleur-de-lis de gueules
- Devise : Virtute comite sanguine, ce qui signifie : « Par la vertu, accompagnant le Sang »

## Alliances
Les principales alliances de la famille Bonnin de La Bonninière de Beaumont sont : Odart (1642), le Pellerin de Gauville (1760), de Fayet (1783 & 1810), Hurault de Saint-Denis (1789), de Rancher, Hue de Miromesnil (1786), de Fesques de la Rochebousseau, d'Avout (1801), Orillard de Villemanzy (1820), de Geoffre de Chabrignac (1829), de Passefons de Carbonat (1834), de Fayet, Motier de La Fayette (1836), Gallet de Mondragon (1849), de Romanet de Beaune (1858), Ruffo-Scilla (1863), de La Croix de Castries (1864), Lefebvre de Laboulaye (1892), de La Moussaye (1930), de Limburg Stirum.

### Fonds d'archives
- Notice historique et généalogique sur la maison Bonnin de La Bonninière de Beaumont, rédigée d'après les titres originaux et les preuves de cette maison pour les Honneurs de la Cour.
- « 1J1644 - Famille de Bonnin de la Bonninière de Beaumont (1898) », sur Archives nationales de France, 1998 (consulté le 14 avril 2024).